# Concours Eurovision des jeunes musiciens 1984
- Pays participants qualifiés pour la finale

Manchester 1982 Copenhague 1986
Le Concours Eurovision des jeunes musiciens 1984 fut la deuxième édition de ce concours. La finale fut organisée au Victoria Hall à Genève, en Suisse le 22 mai 1984, et fut présentée par Georges Kleinmann. 
Des jeunes musiciens de 7 pays participèrent à la finale télévisée de cette édition. Ils furent tous accompagnés par l'orchestre de la Suisse romande, sous la direction de Horst Stein. 
Pour sa première apparition, les Pays-Bas remporte le titre avec un concerto pour violon joué par Isabelle Van Keulen et composé par le violoniste belge du XIXe siècle, Henri Vieuxtemps. Le pianiste scandinave Olli Mustonen termine à la seconde place et la clarinettiste britannique Emma Johnson complète le podium.

## Concours

### Finale
| Ordre | Pays                            | Chanteur              | Instrument  | Rang |
| ----- | ------------------------------- | --------------------- | ----------- | ---- |
| 1     | France                          | Sabine Toutain        | Alto        | -    |
| 2     | Royaume-Uni                     | Emma Johnson          | Clarinette  | 3    |
| 3     | Allemagne de l'Ouest T          | Andreas Bach          | Piano       | -    |
| 4     | Pays-Bas                        | Isabelle Van Keulen   | Violon      | 1    |
| 5     | Suisse H                        | Martina Schuchen      | Violoncelle | -    |
| 6     | Autriche                        | Ghislaine Fleischmann | Violon      | -    |
| 7     | Danemark Finlande Suède Norvège | Olli Mustonen         | Piano       | 2    |

## Membres du jury
Pour cette 2e édition, les membres du jury sont:
- – Werner Thärichen
- – Gottfried Scholz
- – Yehudi Menuhin (représentant)
- – Carole Dawn Reinhart
- – Juhani Raiskinen
- – Marius Constant
- – Pierre Fournier
- – Jan Stulen
- – Alun Hoddinott
- – Aurèle Nicolet
- – Éric Tappy
- – Karl Engel
- – Pierre Métral